# خدمات ملی مخفی
اداره عملیات‌ها( Directorate of Operations (DO)) یا به صورت کمتر رسمی خدمات مخفی (به انگلیسی: Clandestine Service)  نام یکی از  ادارات ذیل آژانس اطلاعات مرکزی (سیا) است. این اداره از سال ۱۹۵۱ تا ۱۹۷۳ اداره برنامه‌ها نامیده می‌شد. از سال ۱۹۷۳ تا ۲۰۰۵ نام این اداره به اداره عملیات‌ها تغییر کرد و از ۲۰۰۵ تا  ۲۰۱۵ اداره ملی خدمات مخفی نامیده می‌شود. نام‌گذاری این سازمان به گونه‌ای است که ماهیت فعالیت های آن‌ها را بهتر مخفی کند. بی بی سی فارسی عنوان کرده است که این اداره مرکز  ضدتروریستی آژانس اطلاعات مرکزی (سیا) است. این مرکز، یکی از چهار شاخه اصلی آژانس اطلاعات مرکزی به شمار می‌رود.
خدمات ملی مخفی پس از حملات ۱۱ سپتامبر با اجازه وزارت دادگستری ایالات متحده آمریکا در زندان‌های پنهانی آژانس اطلاعات مرکزی در خارج از خاک ایالات متحده آمریکا، برای بازجویی از مظنون به انجام اعمال تروریستی، از روش‌هایی همچون القای حس غرق‌شدن استفاده می‌کرد. این روش‌های مرکز ضدتروریستی سیا، مدت کوتاهی پس از تصدی باراک اوباما به عنوان ریاست‌جمهوری آمریکا ممنوع اعلام شدند.